# Koszary artylerii w Toruniu
Koszary artylerii w Toruniu – zespół koszarowy znajdujący się na Przedmieściu św. Katarzyny w Toruniu, w kwartale między ulicami: Dobrzyńska-Piastowska-Skrzyńskiego. Został zbudowany w latach 1880–1882. W skład kompleksu wchodzi kilkanaście budynków: dwa budynki koszarowe wzdłuż ul. Skrzyńskiego i Dobrzyńskiej, budynek podoficerski, budynek sztabu i dowódcy, dyżurka, wartownia, kasyno, kuchnia, stołówka, budynek warsztatowy z kuźnią.